# El Romeral
El Romeral – gmina w Hiszpanii, w prowincji Toledo, w Kastylii-La Mancha, o powierzchni 78,91 km². W 2011 roku gmina liczyła 725 mieszkańców.